# Baillis du Vivarais
Louis IX avait placé le Vivarais dans le ressort des sénéchaussées de Beaucaire et de Nîmes aussitôt après le traité de Meaux (1229).
Vers 1273 fut créé un bailliage du Vivarais à la tête duquel fut placé un bailli d'épée dépendant des sénéchaussées de Beaucaire et Nîmes.
Le Vivarais, province particulière liée aux États du Languedoc, dépendant de l'évêché de Viviers et originellement des comtes de Toulouse pour le temporel connut vers 1284, avant la fin de la croisade contre les Cathares, une régularisation de son organisation judiciaire qui avait été entreprise par Philippe Auguste dans le nord du Royaume bien avant, donnant aux rois capétiens l'occasion de mettre en place deux bailliages l'un à Boucieu-le-Roi, l'autre à Villeneuve-de-Berg. Un seul bailli royal assumait la fonction pour le Velay , le Vivarais, le Valentinois et le Viennois. Dans ces villes, un Lieutenant général ou juge-mage représentait le bailli en son absence. car il n'a toujours existé qu'un seul bailli pour tout le Vivarais depuis sa création.

Drapeau du Vivarais

## Situation au Moyen Âge
L'Helvie, province romaine était régie par le droit latin. Elle correspond au sud de la province. Le nord est constitué par un peuple gaulois, les Gabales. Au début du Moyen Âge, les leudes et les seigneurs locaux s'organisèrent, cédant les droits de haute et basse justice aux ducs, vicomtes, vidames, etc. Le Haut-Vivarais dépendait des évêchés de Vienne et Valence, le bas-Vivarais de celui de Viviers (anciennement d'Alba jusqu'au premières invasions franques).
À partir du règne de Charles V, tout le Vivarais est administré par un bailli royal.
Vers 1273 fut créé le bailliage du Vivarais à la tête duquel fut placé un bailli d'épée administrativement dépendant du sénéchal de Beaucaire et de celui Nîmes (A. Lexpert).
La justice en Vivarais dépendait du Parlement de Toulouse, créé en 1443, établi pour rendre la justice au nom du Roi en terre "d'oc", à la différence du parlement de Paris spécialisé pour les terres de langue "d'oïl".
Henri II établit des présidiaux, dont en 1552, celui de Nîmes dont dépendait le bailliage du Vivarais. Ce rattachement fut source de contestations entre les présidiaux de Nîmes, de Grenoble et du Puy.
Les différents baillis, sénéchaux... pouvaient être assistés au niveau des communes de juges-mages.
Les baillis du Vivarais participaient de droit aux États particuliers du Vivarais où ils représentaient le Roi.

## Bailliage de Boucieu-le-Roi
En 1292, le roi et le sieur de Saint Romain érigent un bailliage pour le Haut-Vivarais et créent pour l'abriter la ville de Boucieu-le-Roi , une bastide est fondée à cette occasion et sera fortifiée par la suite.
Plus tard, en 1565, le bailliage fut transféré à Annonay ville concernée par le traité d'Amboise qui accorde certaines libertés aux protestants  et pour des raisons de commodité et de protection pendant les guerres de religion.

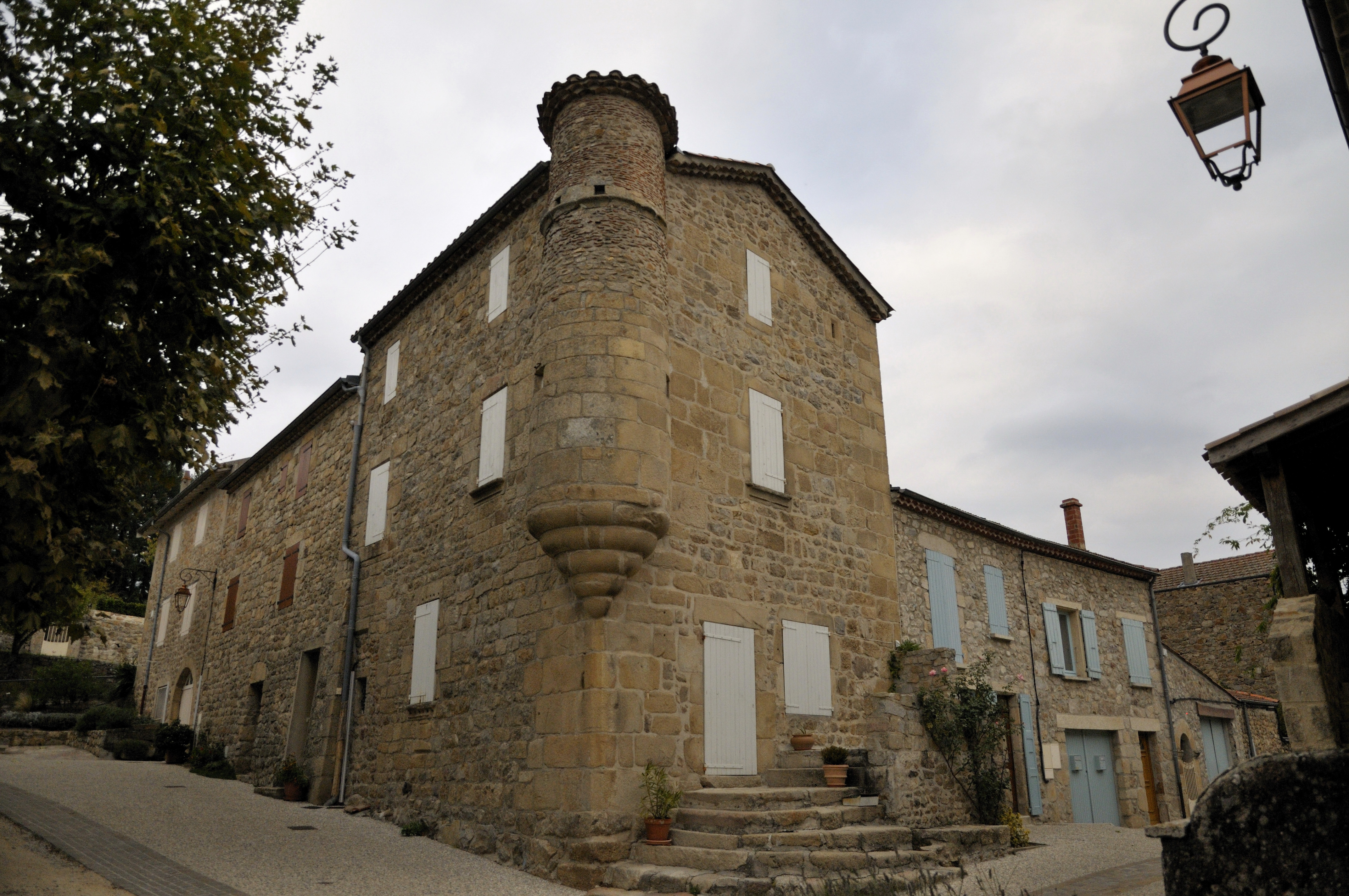
Maison du bailli à Boucieu-le-Roi, Ardèche, France

## Bailliage de Villeneuve-de-Berg
Le 8 des calendes de décembre 1284, les actes de paréage entre l'abbé de Mazan (abbaye cistercienne) et le roi de France : Philippe le Hardi, établissent un bailliage pour la ville de Villeneuve-de-Berg.
Ainsi fut fondée la bastide de Villeneuve-de-Berg.

Blason Villeneuve-de-Berg

## Listes des baillis

### Liste extraite de la collection du Languedoc

Carte du Languedoc

Volume 71 de la Bibliothèque Nationale.
Cet ancien bailliage royal a été partagé depuis l'an 1606 en deux sièges dont l'un est à Annonay pour le Haut-Vivarais, l'autre à Villeneuve-de-Berg pour le bas.
Baillis du Vivarais aux anciens gages de 75 livres par an.
Guillaume de Campo Grisis --  1223
Pons de Montrodet, sergent d'armes du roi et son bailli ès diocèses du Puy, Viviers Valence et Vienne _ 1273
Philippe du Pont - 1273
Gui de Crimaud, bailli royal du Vivarais et du Velay en 1290 et 1291
Pierre d'Auriac, damoiseau, sergent d'armes du roi, bailli du Vivarais et du Velay en 1320 et 1321
Betrand Barasto en 1344
Guillaume de Ledre, damoiseau en 1341, chevalier en 1346, bailli de Berg, fait juge-mage de la sénéchaussée de Beaucaire le 21 octobre 1353 - 1343
Jean de Moncalvi, bailli du Vivarais et du Valentinois depuis le mois d'octobre 1353 jusqu'en 1361
Felcot de Bergie, pourvu en 1361, mort le 9 aout de la même année.
Raymond de Garsebel, sergent d'armes pourvu en 1361
Pons Brotoni,- 1313
Pierre de Barèmes, damoiseau - 1365
Robert de Comte de 1365 à 1366
Dominique de Vinay; damoiseau, sergent d'armes, pourvu le 1er octobre 1366, destitué le 11 février 1372 rétabli le 20 juin suivant
1372- Pierre de Maressiis; damoiseau, pourvu  le 11 février 1375  jusqu'au 20 juin suivant
Guillaume  de  Fayn, chevalier, dit Coquart de mai 1379 destitué le 20 décembre 1380, rétabli jusqu'au 15 décembre 1382
Guillaume de Sain Just, chevalier, pourvu le 25 décembre  1380, destitué puis rétabli le 15 décembre 1382 jusqu'en décembre 1283
Jacques Luppi, chevalier, pourvu en décembre 1283 jusqu'en 1386
Pierre de Mespin, chevalier, en 1386 jusqu'en décembre 1389
Huguet, batad de Polignac pourvu le 7 décembre 1389
de 1390 à 1392, Jean Deportes, seigneur de Fontaneilles, conseiller et chambellan du Roi
de septembre 1392 à novembre 1397, Guy Morelli, ou Maurelli - Raymond Polierii était son lieutenant
de novembre 1397 à juillet 1402, Philippe d'Aulnay
Gastonet de Gaston, chevalier, pourvu en juillet 1402, jusqu'à sa mort le  5 avril 1414- après laquelle Thibaud Salmardi fut régent du bailliage
Guichard de Merze, chevalier, Chambellan du roi, seigneur de Guiens, pourvu le 25 avril 1414, jusqu'en octobre 1416
Henri de Pequetivi, chevalier, d'octobre 1416 à mars 1417
Bermond de Sommières, seigneur du Caylar de 1417 à 1420
Pierres de Solignac, écuyer, de 1420 à sa mort en 1424
Étienne de Lovet, damoiseau
Guyon de la Fourcade, damoiseau, du 1er janvier 1424 jusqu'à sa mort en 1425, après laquelle Jacques Cabrerii assure la régence jusqu'en 1426
Noble Guillaume Bastardi, du 9 juillet 1425 à sa mort le 29 mai 1426
Pierre de Chanaleilles, écuyer de 1426 au 1er décembre 1428, il sera rétabli étant chevalier du 18 mai 1434 au 16 février 1439
Robinet de Blargiis, damoiseau, du 1er décembre 1428, destitué en décembre 1432
Mahin de Lévis, chevalier, chambellan du roi, pourvu le  13 juin 1432, mort le 30 avril 1433
Martin Garche, chevalier, capitaine d'hommes d'armes et de trait, du 10 avril 1440 à 1447
Noble Thomas d'Albert, damoiseau, seigneur de Boussargues, du 26 juillet 1447 à sa mort le 28 aout 1455
Nable Claude de Castelnau ou de Châteauneuf, seigneur d'Apchier, de 1455 à 1457
Louis de Taulignan, seigneur, chambellan du roi,baron de Barrçs, en 1457 et 1450
Noble et puissant Charles d'AstorY, chevalier, en 1462 jusqu'au 23 janvier 1465
Noble et puissant Jean d'Apchier, chevalier, pourvu en janvier 1465 jusqu'à sa mort en septembre 1465
Il était seigneur de Lagorce et Salavas
Noble et puissant seigneur Béraud Dauphin, seigneur de Combronde, de St Elpide, de Saillans et Jallinai, chambellan du roi, capitaine du bois de Vincennes, bailli du Velay pourvu au mois de septembre 1466 jusqu'en 1482
Hugues de Toisy, chevalier, en 1482 jusqu'enoctobre 1483
Jean de la Gardette, chevalier, seigneur de Fontenilles, maitre d'hôtel du Roi, d'octobre 1483 jusqu'à sa mort le 23 octobre 1493
Noble Lancelot de la Verune, seigneur dudit lieu, d'octobre 1493 au 22 avril 1494
Charles de Malvas, chevalier, d'avril 1494 jusqu'à sa mort survenue le 27 septembre 1498
Christophe de Tournon, chevalier, seigneur de Belcastel du 12 décembre 1498 au 6 septembre 1500
Just Ier de Tournon, chevalier, seigneur de Montsouvron puis de Tournon, chambellan du Roi, frère du précédent, du mois d'octobre 1500 au 24 février 1525 où il fut tué à la Bataille de Pavie
Just II de Tournon, fils du précédent, pourvu en 1525 jusqu'en 1575. Il fut 51 ans sénéchal d'Auvergne
Just Louis, baron de Tournon, comte du Roussillon entre 1598 et 1613
Just Henri, comte de Tournon et de Roussillon, chevalier ces ordres du Roi et maréchal de camp de ses armées, fils du précédent
en 1638 ; il mourut  le 14 mars 1649
1649 Georges de Vogué, comte dudit lieu et de Rochecolombe et bailli du haut et bas Vivarais et Valentinois
1657 le comte du Roure, (Scipion de Grimoard de Beauvoir)
1675, Pierre, marquis de Voguà, seigneur de Gourdan
Pierre, marquis de Voguç, Baron de Montlaur et fils de Georges
1719, Melchior, marquis de Voguç, en 1719 et 1723
1749, Joseph Sébastien de Serres baron de Violès, marquis de Gras, commandant en second en Vivarais
1762, Armand Louis de Serres, baron de Violès, fils du précédent, grand bailli d'épée du haut et bas Vivarais, Velay et Valentinois, commandant en second en Vivarais

#### Baillis d'Annonay
1515 André Pelloux, écuyer, seigneur de Saint Romain, commissaire des guerres en 1515

#### Borne en Vivarais
1344, Étienne de Baura
1426 Pierre Batard de Joyeuse, écuyer
1426, Jean de Moulins, écuyer
1433, Raymond d'Ussez, damoiseau
1438, Noble Bernard Chalendarie 
1441, Noble Eustache d'Aubusson
1461, Jean du Bois
1483, Noble Guy du Prat
1492, Noble Hugues de Juvos

#### Villeneuve-de-Berg
Cette ville, aujourd'hui siège du bailliage du Bas-Vivarais, appartenait anciennement à l'abbaye de Mazan qui appela le roi en paréage l'an 1284.
Vu et collationné conforme au texte de la bibliothèque impériale , Collection du Languedoc, volume 71
Signé Louis Paris, directeur du Cabinet Historique

### Liste d'aprèsDom Vaysette
Dite liste des Bénédictins reprise par Fourel
Pons de Montrodat sergent d'armes du roi- 1273
P Dauriac , damoiseau, sergent d'Armes - 1320
Bertrand Barbaste - 1344
Guilhaume de Ledra chevalier-1353
Felcon de Bargie, chevalier- 1361
Raymond de Barsabelli, sergent d'armes - 1363
Pierre de Barremi, damoiseau - 1365
Robert Le Comte, chevalier - 1366
Dominique de Vinay, damoiseau, homme d'armes du Roi-1370
Guillaume de Fayn, Chevalier - 1374
Guy de Tragu, chevalier- 1379
Guillaume de Saint Just, chevalier- 1382
Jacques Luppi, chevalier - 1383
P.de Mespini, chevalier- 1386
Ag.Bastard de Polignac-1389
Jean de Portes, seigneur de Fontanelles, chevalier, chambellan du Roi-1390
Guy de Maurelly, chevalier-1397
Gaston Gastonis, chevalier-1402
Guichard de Marze, chevalier-1414
Henry de Pesquitivi, chevalier- 1416
Bermon Bermondi, chevalier- 1418
Pierre de Sollempiaco, écuyer- 1420
Guiron de Fourcade, damoiseau- 1424
Pierre de Chanaleilles, chevalier-1428
Robinet de Blargiis, damoiseau - pourvu le 1er de décembre 1428, destitué le 9 de décembre 14322
Mahin de Levis ,chevalier, chambellan du Roi- 1432
Nob.Thomas Alberti ou Auberti- 1452
Nob. Claude de Castelnau- 1455
Louis de Taulinham, chevalier- 1457
Charles Astorsis, chevalier- 1462
Jean d'Apcher, chevalier- 1462
Béraud Dauphin, seigneur de Combron, chevalier, chambellan du roi - 1466 
Hugues de Toisy, chevalier 1482
Jean de Lagardette, chevalier, chambellan du roi- 1483
Fin d'une première liste étable par Jean Armand Fourel, procureur du Roy au bailliage du Vivarais siège royal d'Annonay, transmise à Dom Vaysette le 19 juin 1767.
Continuation des memes Baillis par Fourel fils, Procureur honoraire du Roy au même Bailliage (faisait partie en 1896 de la série C n° 1083 de l'inventaire des archives de l'Ardèche)
Christophle, comte de Tournon,chevalier, chambellan du Roi- 1501
Just, Vicomte de Tournon, chevalier, capitaine de 50 hommes d'armes, lieutenant général pour le Roi en Languedoc- 1523
Just de Tournon, grand sénéchal d'Auvergne-1527
Just Louis de Tournon, grand sénéchal d'Auvergne décédé en 1617
Just Henry de Tournon, grand sénéchal d'Auvergne, lieutenant général du Languedoc, décédé en 1643
Just Louis de Tournon, décédé en 1644
Scipion Grimoard de Beauvoir, comte du Rourechevalier, Maréchal et Lieutenant général en Languedoc, Bailli depuis le 10 décembre 1644 jusqu'en 1649
Georges,comte de Vogué, bailli depuis 1649 jusqu'en 1675
Melchior-Georges, comte de Vogué du 25 janvier 1675 jusqu'en 1706
Cérice-François de Paule, comte de Vogué depuis le 18 décembre 1706 jusqu'en 1738
Joseph Sébastien de Serres, chevalier, marquis de Gras depuis le 11 janvier 1738 jusqu'en 1759
Joseph-Camille de Serres de Saunier, chevalier, marquis de Gras, baron de Violès du 8 mai 1759...

### Liste d'après l'abbé Mollier
L'abbé Mollier, donne en 1885 une liste chronologique des baillis du Bas-Vivarais :
De Puclar - 1284
Philippe du Pont- 1284 
Guillaume du Moulin- 1287
Henri de Montdragon- 1288
Guidon Grimaud - 1290
Jean de Montenautolio- 1290
Pierre d'Auriac - 1312
Renaud de Benchiniville - 1313
Pierre de Baux d'Orange - 1322
Bertrand de Barbette - 1340
Guillaume de Ledre, chevalier - 1347
Jean de Montchal- 1356
Gastonet de Gaston, chevalier - 1369 
Guillaume de Faya -1378
Gastonet de Gaston - 1404
Guichard de Marze, chevalier, chambellan du Roi - 1414
Henri de Pequelin, chevalier - 1416
Bermond de Gaillard - 1417
Pierre de Saminiac - 1421
Pierre de Vogué - 1422
Jacques de Charrier, écuyer - 1424
Étienne de Nogaret - 1424
Guy de Forcade, écuyer - 1425
Guillaume Bastard - 14220
Mahin de Lévis, chambellan - 1432
Pierre de Chanaleilles, seigneur de Vals et du Pin - 1435
Robinet de Blargues, damoiseau - 1439
Thomas Alberti - 1447
Claude de Châteauneuf, sire de Joyeuse - 1455
Louis de Taulignan, seigneur de Barrès - 1458
Charles des Astards , seigneur de Pierrelatte - 1461
Jean d'Apchier - 1465
Beraud, Dauphin d'Auvergne - 1466
Jean de Gardette -1484
Claude d'Aleyrac de Colombier - ?
Juste de Tournon et ses descendants -jusqu'en 1644
Scdipion de Grimoard  Beauvoir, comte du Roure - 1644
Georges de Vogué , Melchior et Cérice - de 1649 à 1738
Les de Serres de Saulnier, marquis de Gras - de 1738 à 1789
Le vicomte François de Monteil, installé sénéchal le 11 février par Jugement

### Liste d'après Albert du Boys
en 1845, Albert du Boys, publie une liste des baillis d'Épée du Vivarais, du Valentinois et du Diois dont il n'indique pas la source et ou sont confondus les différents bailliages
Guillaume du Moulin, chevalier - 1287
Henri de Mondragon - 1288
Raymond de Bachevilliers  - 1314
PPierre de Bauxd'Orange -1322
Bertrand de Barbette - 1340
Guillaume de Ledra, chevalier - 1344
Guichard de Marze, chevalier , chambellan du Roi - 1414
Henri de Pequelin, chevalier - 1418
Bermon du Cailar, chevalier - 1417 
Pierre de Sominiac,chevalier - 1421
Jacques de Charrier, écuyer - 1426
Mahin de Lévis,chambellan du roi - 1432
Pierre de Chanaleilles, seigneur de Vals et du Pin - 1435
Robinet de Blarges, damoiseau - 1429
Thomas Alberti, damoiseau, seigneur de Boussargues - 1447
Claude de Châteauneuf, sire de Joyeuse - 1445
Louis de Taulignan, baron de Barrès, chevalier - 1458
Charles Astaru, seigneur de Pierrelatte - 1461
Jean d'Apchier - 1465
Beraud, dauphin d'Auvergne, seigneur de Combrandes -1466
Jean de la Gardette, chevalier - 1484
Just, comte de Tournon et de Roussillon et ses descendants jusqu'en 1644
De 1644 à 1649, le comte du Roure qui transmit la charge au comte de Vogué son beau-frère.
De 1649 à 1738, les comtes de Vogué
De 1748 à 1789, les Serres de Saulnier.